# Joyce Meyer
Pauline Joyce Hutchison Meyer (Saint Louis, Missouri, 4 juni 1943) is een Amerikaans Bijbellerares en een veelgevraagd spreekster. Vanaf februari 2014 heeft zij op SBS6 het programma Enjoying Everyday Life dat tussen 1 maart 2009 en april 2015 elke zondagochtend te zien was op de evangelische tv-zender Family7 met Nederlandse ondertiteling. Sinds 2015 elke ochtend om 8.00 uur.

## Biografie
Meyer heeft ruim tachtig boeken op haar naam staan, zoals de bestsellers Strijd in je denken en Verslaafd aan Goedkeuring. In 2007 waren er van haar boeken wereldwijd meer dan 3,2 miljoen exemplaren verkocht. Meyers radio- en televisieprogramma Enjoying Everyday Life wordt wereldwijd uitgezonden. Meyer ontving van de Life Christian University in Tampa, Florida een doctoraat voor "bijzondere verdienste" en ontving daarnaast een Eredoctoraat in Theologie van de Oral Roberts University, Tulsa, Oklahoma en de Grand Canyon University in Phoenix, Arizona. In de afgelopen 30 jaar heeft haar jaarlijkse vrouwenconferentie meer dan 200.000 vrouwen uit de hele wereld naar St. Louis getrokken. Op 9 mei 2015 gaf ze een eendaagse conferentie in Ahoy, Rotterdam.
Meyer wordt vaak gezien als verkondiger van het zogeheten welvaartsevangelie. In januari 2019 liet zij in een videoboodschap weten dat haar spreken over het directe verband tussen welvaart en geloof "niet in balans" was. De evangelist zei: "Elke keer dat iemand problemen had, was het [dacht ik] omdat hij niet genoeg geloof had. Als je ziek werd, had je niet genoeg geloof. Als je kind stierf, had je niet genoeg geloof... Nou, dat klopt niet". (...) "Het maakt me niet uit hoeveel geloof je hebt; dat kan niet voorkomen dat je ooit problemen in je leven zult ondervinden".

## Persoonlijk
Joyce en Dave Meyer zijn sinds 7 januari 1967 getrouwd en wonen in Saint Louis in de staat Missouri in de Verenigde Staten.